# Енгељс
Енгељс (рус. Энгельс) град је у Русији у Саратовској области. Према попису становништва из 2010. у граду је живело 202.401 становника.

## Становништво
Према прелиминарним подацима са пописа, у граду је 2010. живело 202.401 становника, 8.417 (4,34%) више него 2002.
| 1939.  | 1959.  | 1970.   | 1979.   | 1989.   | 2002.   | 2010.   |
| ------ | ------ | ------- | ------- | ------- | ------- | ------- |
| 68.923 | 90.724 | 130.066 | 161.349 | 181.201 | 193.984 | 202.419 |